# 航空貨物カルテル
航空貨物カルテル（こうくうかもつカルテル）とはエア・フレイト・フォワーダーが結託し、燃料サーチャージ、AMSチャージ、セキュリティチャージ、爆発物検査料を荷主に対して請求する旨を事前に合意していたことを指す。2009年3月18日に、公正取引委員会はエア・フレイト・フォワーダー12社に対し排除措置命令、及び課徴金納付命令を下した。

## 違反内容
1. 平成14年（2002年）10月16日以降の取扱貨物に対する燃料サーチャージに相当する額を荷主向けに請求する旨を合意したこと。
2. 平成17年（2005年）1月1日以降の取扱貨物の一部に対するAMSチャージを請求する旨を合意したこと。
3. 平成18年（2006年）4月1日以降の取扱貨物に対するセキュリティチャージと一部には爆発物検査料を請求する旨を合意したこと。

## 違反事業者
違反事業者は下記の14社。追徴金の合計金額は約90.5億円にのぼる。括弧内は追徴金額（百万の位を四捨五入）。
- 日本通運（25億円）
- 郵船航空サービス（17.3億円）
- 近鉄エクスプレス（14.9億円）
- 西日本鉄道（8.5億円）
- 阪急阪神交通社ホールディングス（阪急エクスプレス）（6.7億円）
- 日新（5.3億円）
- バンテックワールドトランスポート（4.2億円）
- ケイラインロジスティックス（3.2億円）
- ヤマトグローバルロジスティックスジャパン（2.8億円）
- 商船三井ロジスティクス（1.7億円）
- 阪神エアカーゴ（0.9億円）
- ユナイテッド航空貨物（0.1億円）
- DHLグローバルフォワーディングジャパン
- エアボーンエクスプレス

このうちDHLグローバルフォワーディングジャパンはリーニエンシー（課徴金減免制度）を使って事前に違反を申告したため全額が免除された。また、エアボーンエクスプレスはすでに事業から撤退、ユナイテッド航空貨物はその後2016年に破産している。

## 公正取引委員会による調査
公正取引委員会は2008年4月18日、対象となるエア・フレイト・フォワーダーと社団法人航空貨物運送協会に対し、私的独占の禁止及び公正取引の確保に関する法律（独占禁止法）違反（不当な取引制限）の疑いで立ち入り検査を行った。その結果、2009年3月18日に排除措置命令、及び課徴金納付命令を下した。